# ズオン・バン・ミン
ズオン・バン・ミン（ベトナム語：Dương Văn Minh / 楊文明 ベトナム語発音: [zɨəŋ van miŋ̟] 発音、1916年2月16日 - 2001年8月5日）は、ベトナム共和国（南ベトナム）の軍人・政治家。同国最後の大統領職を務めた。

## 経歴
当時仏領インドシナと呼ばれていたメコン・デルタの仏教徒の家に生まれ、サイゴンの植民地学校で学ぶ。同窓にはノロドム・シハヌークがいた。

### 入隊
1940年代、フランス植民地軍に入隊し、わずか50人しかいなかったベトナム人の将校に任じられる。ベトナム共和国成立後はベトナム共和国軍に加わり、ビン・スエン派やカオダイ教、ホアハオ教の鎮定に力を振るいアメリカの信頼を得る。アメリカに一時派遣され、その後の1962年、ゴ・ディン・ジエム大統領の軍事顧問に就任した。

### 大統領就任
しかし、ジエム政権が強圧な支配を強めるにつれ国民の反感は強まった。軍内部にもズオン・バン・ミンを中心に反ジエム派が結集し、CIAの諜報部員と接触しクーデター計画を練り上げていく。
1963年11月1日、アメリカ黙認の下でクーデターを起こし、翌日ジエム大統領およびその実弟でもあるゴ・ディン・ヌー大統領顧問を殺害する。これによって政府の実権を握った。ズオン・バン・ミンの軍事政権はアメリカ政府に歓迎されたものの、ベトコンとの戦闘には注力しなかったことから、軍内部の離反を招くこととなる。
1964年1月30日、グエン・カーン将軍がクーデターを起こし、ズオン・バン・ミンは隣国のタイ王国へと追放されたが、その後カーン将軍の指示のもと南ベトナムへ戻り2月8日に大統領の座に復帰する。

### 亡命
ズオン・バン・ミンは数度に渡り大統領を務めるが、カーン将軍は南ベトナム解放戦線との和解の可能性を模索し始めたために南ベトナム軍の支持を失い、1965年2月25日にグエン・バン・チューら南ベトナム軍部強硬派によるクーデターにより失脚させられフランスへの亡命を余儀なくされた。これに伴い、ズオン・バン・ミンも再度亡命を余儀なくされる。
その後、グエン・カオ・キが首相に、チューが国家元首に就任（1967年9月の選挙で正式に大統領に就任）し、ズオン・バン・ミンは1968年に帰国するが、チュー政権を支持せず、解放戦線とも距離を置く第三勢力として活動する。

### 最後の大統領
解放戦線と北ベトナム軍がサイゴンへ侵攻する寸前の1975年4月28日、チャン・バン・フォン大統領の辞任に伴い、大統領に就任。チュー政権関係者の追放を要求する解放戦線側とのパリ和平協定に基づいた停戦交渉のための人選であった。しかし圧倒的に優勢な解放戦線側は新たに南ベトナムの政府・軍・警察の解体を要求し、停戦を拒絶する。
4月30日、北ベトナム軍のサイゴン突入を受けて降伏声明をラジオで放送するが、北軍はこれを「講和の呼びかけに過ぎない」として戦闘を続行する。ミンは大統領府内に侵入してきた北軍の兵士らに対し「政権をお渡しするため、あなた方をお待ちしていました」と告げたが、当の兵士からは「あなたは政権など持っていない。よって渡されるものなど何もない」と返されたと言われる。ミンは北軍の作成した原稿による「アメリカ傀儡大統領」としての降伏声明をラジオで読み上げ、ここにベトナム戦争は終結する（サイゴン陥落）。

### その後
再教育キャンプで暫く過ごしたあと、1983年に旧宗主国のフランスへの出国を許可され、その後アメリカへ移住する。2001年8月5日に当地で死去した。